# Casa di Giovanni Folperti
La casa di Giovanni Folperti è un palazzo di Pavia, in Lombardia.

## Storia
I Folperti erano una famiglia antica e facoltosa, attivi nel settore bancario fin dal primo Trecento, si affermarono tra il XIV e il XV secolo, quando Ardengo Folperti divenne maestro delle entrate di Filippo Maria Visconti e Santino Folperti medico ducale. Possessori di cospicui beni fondiari, in particolare a Scaldasole e Sannazzaro, furono ammessi al decurionato dall’imperatore Carlo V. Scarse sono le informazioni che abbiamo sul palazzo, probabilmente realizzato su precedenti case di proprietà della famiglia, dato che, sempre nella parrocchia del Duomo, a non molta distanza dalla dimora si trova il palazzo medievale dei Folperti. Nel 1716 Giovanni Pietro Folperti presentò alle autorità comunali il progetto, realizzato dall’architetto Giovanni Antonio Veneroni,  del nuovo palazzo; probabilmente i lavori iniziarono poco dopo. Tuttavia la dimora non venne ultimata e Ardengo Folperti, figlio di Giovanni, decise di affittarla per trasferirsi in un altro palazzo della famiglia situato nella parrocchia di San Michele (dove i Folperti disponevano di diversi edifici fin dal XVI secolo).

## Descrizione
Il palazzo è a pianta rettangolare, chiuso su un lato dal corpo scala a pianta triangolare. Originariamente l’edificio era formato dal pianterreno con mezzanino, un piano primo nobile separato dai sottostanti da una cornice marcapiano tuttora conservata e un piano secondo, per un totale di quattro piani. Tuttavia, dopo numerosi interventi di frazionamento e riduzione in altezza dei vani, volti ad aumentare la superficie utile residenziale, il palazzo si sviluppa ora su cinque piani. La facciata su vicolo del Senatore non fu ultimata, tanto che si presenta a mattoni a vista con aperture prime di cornici e conserva le tracce delle buche pontaie, mentre il prospetto sul largo di via Menocchio (affacciato alla corte interna) venne quasi ultimato: si presenta infatti intonacato, con aperture dotate di cornici e conserva un balconcini in ferro battuto settecentesco. Sempre su questo lato del palazzo, si trovano al piano terra alcuni ambienti con grandi soffitti a volta.